# Jean-Gaston de Pins
Jean Paul Gaston de Pins, né le 8 février 1766 au château de Monségou (Tarn, France) et mort le 30 novembre 1850 à Lyon (Rhône, France), est un prélat catholique français, évêque de Béziers de 1817 à 1822 puis évêque de Limoges de 1822 à 1823 et enfin administrateur apostolique du diocèse de Lyon de 1823 à 1840. 
Parallèlement, en 1828, il est nommé Pair de France par le roi Charles X.

## Biographie

### Épiscopat
Membre de la famille de Pins, il est ordonné prêtre le 28 mars 1788 et devient par la suite vicaire général de son oncle, l'archevêque de Bourges.
Pendant la Révolution française, il s'exile et revient en 1799. 
Le 9 septembre 1817, il est nommé évêque de Béziers par le pape Pie VII. Sa nomination est confirmée le 1er octobre 1817.
Le 22 février 1822, il est nommé évêque de Limoges. Il est consacré le 10 novembre 1822 par Gabriel Cortois de Pressigny.

### Opposition au cardinal Fesch et installation à Lyon
En avril 1814, l'empereur Napoléon est destitué ; le cardinal Joseph Fesch, oncle de ce dernier, quitte le diocèse de Lyon et transfère ses pouvoirs à ses trois vicaires généraux : les abbés Courbon, Renaud et Bochard.
En 1817, le diocèse de Lyon est amputé du département de l’Ain et François de Pierre de Bernis est pressenti pour en devenir l'archevêque mais Fesch proteste contre le nouveau découpage du diocèse et refuse de céder à sa fonction. Le 1er octobre 1817, le pape nomme tout de même Bernis administrateur apostolique du diocèse et interdit au cardinal Fesch de s’immiscer dans son gouvernement par l’intermédiaire de ses vicaires généraux toujours en place. Mais, en 1819, Bernis renonce à sa fonction.
Deux partis s’opposent alors au sein du diocèse, incarnés d’une part par l'abbé Jacques-François Besson, curé de Saint-Nizier, qui cherche à mettre un terme à l’ère Fesch et, d’autre part, par l’abbé Bochard, vicaire général du cardinal, qui souhaite son retour.
En 1821, l’abbé Besson dénonce la gestion du diocèse par des vicaires généraux sans pouvoir et, avec l’appui de la congrégation des Messieurs, cherche à faire nommer de Pins comme administrateur apostolique.
Cette proposition étant appuyée par le roi Louis XVIII, le pape Léon XII l'accepte et nomme Jean-Gaston de Pins administrateur apostolique du diocèse de Lyon dès le 22 décembre 1823, puis archevêque titulaire d’Amasea (de), le 3 mai 1824. Entretemps, l'abbé Besson est également nommé évêque de Metz et est sacré, le 28 février, par de Pins.
Le 18 février 1824, de Pins arrive à Lyon.
Après avoir été reçu par le chapitre, le vicaire général Bochard, pour lui signifier son amertume, annonce son retrait à Poncins.
Il nomme alors ses propres vicaires généraux et, en 1825, il fait chanoine titulaire l’abbé Linsolas qui avait animé le diocèse durant la Révolution et que le cardinal Fesch avait refusé d’aider durant son exil.
En 1839, à la mort du cardinal Fesch, le 13 mai, il refuse de célébrer un office solennel en sa mémoire.
Le 18 juin, le chapitre le choisit comme administrateur capitulaire, fonction qu’il refuse car il estime être toujours l’administrateur apostolique du diocèse : ni Rome ni le gouvernement de Louis-Philippe ne le soutiennent dans ce conflit.
Le 14 juillet 1839, il est démis de sa fonction d’administrateur apostolique.

### Pair de France
Le 15 janvier 1828, il est nommé Pair de France par le roi Charles X.

## Sources
- Adolphe Robert et Gaston Cougny, Dictionnaire des parlementaires français, Edgar Bourloton, 1889-1891 [détail de l’édition]

- Ressource relative à la religion :   - Catholic Hierarchy
- Notices d'autorité :   - VIAF
  - ISNI
  - BnF (données)
  - IdRef
  - GND
  - Vatican